# Allium phanerantherum
Allium phanerantherum — вид трав'янистих рослин родини амарилісові (Amaryllidaceae), поширений у західній Азії.

## Опис
Цибулина куляста, діаметром 1–2 см; зовні сірувата; цибулинки іноді бузкові. Стебло 30–100 см. Листків 2–5, 2–5 мм завширшки, порожнисті, на нижній половині стебла. Зонтик від кулястого до еліпсоїдального, діаметром 2–4 см. Квітконіжки вдвічі — втричі більші від оцвітини. Сегменти оцвітини блідо-зелені, пурпурно-червоні або фіолетові на верхівці або по всьому, 4–5 мм, зовнішні довгасто-еліптичні, тупі, човноподібні, внутрішні яйцеподібні, підгострі. Пиляки 2.2 мм, довгасті, жовтуваті або пурпурно-бурі. Коробочка 4 мм, перекрита стійким оцвітиною.

## Поширення
Поширений у західній Азії — зх. Іран, Ірак, Ізраїль, Йорданія, Ліван, зх. Сирія, пд. Туреччина.